# Marty Feldman
Martin Alan "Marty" Feldman (født 8. juli 1934, død 2. december 1982) var en engelsk komiker, forfatter og skuespiller, der blandt andet er kendt fra film som Silent Movie. Han var blandt andet kendt for sine udstående og skelende øjne, der var resultatet af Graves sygdom (en sygdom i skjoldbruskkirtelen).

## Karriere
Marty Feldman var søn af jødisk-russiske immigranter og blev født i London. Da han var 20 år, besluttede han sig for at forsøge at gøre komik til sin levevej. Han skrev sammen med Barry Took en række sketches og sitcoms til tv- og radioprogrammer, heriblandt den indflydelsesrige Round the Horne (1965-1968), og i 1967 optrådte han for første gang selv på tv i serien At Last the 1948 Show. I en af sine sketcher her optræder han sammen med John Cleese. Sketchen, hvor Feldman generer en ekspedient ved at spørge efter bøger, der ikke findes, blev senere en del af Monty Python-gruppens sceneshows og udgivet på et album (uden Feldmans medvirken). Også andre af de sketcher, som Feldman i de år var medforfatter til, blev senere brugt af Monty Python, heriblandt nogle, der nu ofte betragtes som originale Python-sketcher. Der var tæt kontakt mellem Feldman og de senere Python-medlemmer, også i tv-serien The Frost Report hvortil nogen af dem og Feldman skrev materiale.
I 1968 fik Marty Feldman sit eget tv-show Marty på BBC . Serien fik stor succes og modtog to BAFTA-priser og vandt en Gylden Rose ved tv-festivalen i Montreux. I de næste år lavede han flere tv-serier, men samtidig gav hans succes ham mulighed for at indlede en filmkarriere med Alle hjem burde have en (1970). Endvidere lavede han tv i USA med blandet andet optræden i The Dean Martin Show. Filmmæssigt havde han nok mest succes sammen med Mel Brooks og Gene Wilder; med disse lavede han Silent Movie samt film som Frankenstein junior og Hvem "pukler" kamelerne for?.

## Privatliv
Marty Feldman blev gift med Lauretta Sullivan i 1959, og parret holdt sammen til hans død.
Feldman døde af et hjertetilfælde på et hotelværelse i Mexico City, hvor han var i gang med indspilningen af filmen Kaptajn Gulskæg. Hjertetilfældet kan være forårsaget af en voldsom forskrækkelse, som tegneren Sergio Aragones (kendt fra Mad Magazine) uforvarende var årsag til: han var også i gang med at indspille en film, og han henvendte sig til Feldman uden at tænke på, at han var klædt på til sin rolle som bevæbnet politibetjent. Aragones har tegnet en serie, der beskriver situationen.
Medvirkende til Feldmans død var hans levevis: Han var storryger og drak meget kaffe. Under filmoptagelserne i Mexico City forlød det også, at han havde fået madforgiftning af skaldyr. Det og det langvarige ophold 2.300 m.o.h. kan have medvirket til hans tidlige død.
Han er begravet i Los Angeles, tæt på sit idol Buster Keaton.

## Filmografi
- Bombehullet 70, stuen th (The Bed-Sitting Room, 1969)
- Alle hjem burde have en (Every Home Should Have One, 1970)
- Frankenstein junior (Young Frankenstein, 1974)
- Sherlock Holmes' smarte bror (The Adventure of Sherlock Holmes' Smarter Brother, 1975)
- 40 gradi all'ombra del lenzuolo (1976)
- Silent Movie (1976)
- Hvem "pukler" kamelerne for? (The Last Remake of Beau Geste, 1977, også manuskript og instruktion)
- Vorherre til vejrs (In God We Trust, 1980, også manuskript og instruktion)
- Kaptajn Gulskæg (Yellowbeard, 1983)